# Макшейн, Майкл Джером
Ма́йкл Дже́ром Ма́кшейн (англ. Michael Jerome McShane; род. 1961, Питтсбург, штат Пенсильвания, США) — американский юрист и государственный служащий; судья Окружного суда США по округу Орегон с 2013 года.

## Биография
Родился в 1961 году, в Питтсбурге в штате Пенсильвания в консервативной семье американцев, исповедовавших католичество. Вырос в городе Кенневик в штате Вашингтон, где окончил среднюю школу. В 1979—1983 годах учился в Университете Гонзага в Спокане, который окончил с отличием, получив степень бакалавра искусств. Присоединился к Иезуитскому волонтёрскому корпусу и провел два года в Портленде, помогая бездомным в качестве корректирующего консультанта. В 1985—1988 годах обучался в Юридической школе Льюиса и Кларка, которую окончил с отличием, получив степень доктора юридических наук.
Макшейн — открытый гомосексуал. Его каминг-аут состоялся в начале 1980-х годов, когда он переехал в Портленд. Вырастил приёмного сына, которого усыновил из исправительного учреждения для несовершеннолетних. После ряда длительных отношений, вступил в гражданское партнёрство с Грегори Фордом. Макшейн входит в правление Центра юриспруденции и политики имени Уэйна Морса при Орегонском университете и Северо-западный иезуитский волонтёрский корпус. Ранее входил в совет Рождественской школы Святого Андрея — средней городской школы в Портленде для молодежи из семей с низким достатком. Преподавал уголовную и адвокатскую практики в Юридической школе Льюиса и Кларка. Выступает с лекциями в юридических школах и ассоциациях адвокатов в Орегоне.

### Государственная служба
Во время обучения в юридической школе служил в офисе прокурора округа Кларк. В 1988—1997 годах служил адвокатом в офисе Столичного общественного защитника в Портленде, в штате Орегон. В 1988—1990 годах был штатным адвокатом. В 1990—1995 годах — старшим адвокатом по уголовным делам. В 1995—1997 годах служил инспектором по правонарушениям, в 1997—2001 годах временным судьёй и в 2001—2013 годах судьёй в четвёртом судебном округе (суд округа Малтнома) Окружного суда штата Орегон. Вёл гражданские, уголовные и бракоразводные процессы. В 2004 году губернатор назначил его в Совет по исправлению правонарушителей, занимавшейся социализацией условно-досрочно освобожденных лиц за счёт повышения доступности консультаций, наставничества, профессиональной подготовки и лечения от наркозависимости в тюрьмах, изоляторах и учреждениях перевоспитания несовершеннолетних. В 2012 году получил Президентскую премию штата Орегон за государственную службу.
19 сентября 2012 года президент Барак Обама выдвинул кандидатуру Макшейна на должность федерального окружного судьи в Окружном суде США по округу Орегон. 2 января 2013 года его кандидатура была возвращена президенту в связи с перерывом в работе Сената. 3 января 2013 года он был повторно назначен на ту же самую должность. 7 марта 2013 года его кандидатура была озвучена Судебным комитетом Сената голосованием путём опроса присутствующих. 20 мая 2013 года Сенат подтвердил его кандидатуру также голосованием путём опроса присутствующих. Вступил в полномочия 30 мая 2013 года.
19 мая 2014 года Макшейн снял запрет на однополые браки в штате Орегон в деле Гейджер против Кицхабера. Он вынес вердикт, обязавший штат Орегон выдавать лицензии на брак однополым парам. Генеральный прокурор штата Орегон Эллен Розенблюм отказалась поддержать запрет штата на однополые браки. Таким образом вердикт Макшейна не был обжалован, и однополые браки в Орегоне были узаконены.